# Alina Schuch
Alina Anatolijiwna Schuch (ukrainisch Аліна Анатоліївна Шух; * 12. Februar 1999 in Browary) ist eine ukrainische Siebenkämpferin und Speerwerferin.

## Sportliche Laufbahn
2015 nahm Alina Schuch an den U18-Weltmeisterschaften in Cali teil und gewann dort mit 5896 Punkten die Bronzemedaille. Im Jahr darauf gewann sie die Goldmedaille bei den erstmals ausgetragenen U18-Europameisterschaften knapp gegen die Österreicherin Sarah Lagger mit 6186 Punkten durch. Zudem trat sie auch im Speerwurf an und belegte dort im Finale den sechsten Platz. In der Hallensaison 2017 verbesserte Schuch den Hallenjuniorenrekord der Schwedin Carolina Klüft auf 4550 Punkte und qualifizierte sich somit für die Halleneuropameisterschaften in Belgrad, die sie auf dem elften Platz beendete. Beim Hypomeeting 2017 in Götzis verbesserte sie ihren eigene persönliche Bestmarke auf 6106 Punkte. Bei den U20-Europameisterschaften in Grosseto lieferte sie sich ein packendes Duell mit der Schweizerin Géraldine Ruckstuhl, das sie aber für sich entscheiden konnte und ihre Bestmarke ein weiteres Mal steigern konnte. Bei den Weltmeisterschaften in London belegte sie mit 6075 Punkten den 14. Platz.
2018 gewann sie beim Europäischen Winterwurf-Europacup in Leiria die Bronzemedaille in der U23-Wertung. Bei den Hallenweltmeisterschaften wurde sie Siebte im Fünfkampf. Bei den U20-Weltmeisterschaften in Tampere gewann sie zu Beginn der Meisterschaften in 55,95 m die Goldmedaille im Speerwurf. Sie war auch eine Favoritin auf Gold im Siebenkampf, musste aber ihren Wettkampf nach dem eröffnenden Hürdensprint wegen einer Verletzung vorzeitig beenden. Im August landete sie bei den Europameisterschaften in Berlin mit 5985 Punkten auf Rang 15. Bei den Leichtathletik-Halleneuropameisterschaften 2019 in Glasgow konnte sie ihren Wettkampf nicht beenden und bei den U23-Europameisterschaften in Gävle wurde sie mit 5530 Punkten 15., ehe sie bei den Balkan-Meisterschaften in Prawez mit 6042 Punkten die Goldmedaille gewann. Auch 2020 siegte sie bei den Balkan-Meisterschaften in Prawez mit 5940 Punkten.
2016 und 2020 wurde Schuch ukrainische Meisterin im Siebenkampf sowie von 2018 bis 2020 auch im Hallenfünfkampf.

## Persönliche Bestleistungen
- Speerwurf: 56,54 m, 6. Juni 2017 in Luzk
- Siebenkampf: 6386 Punkte, 16. August 2020 in Luzk
  - Fünfkampf (Halle): 4602 Punkte, 31. Januar 2020 in Sumy